# Radbod Frizijski
Radbod ali Redbad je bil približno od leta 680 do svoje smrti kralj ali vojvoda Frizije in zadnji neodvisni frizijski vladar, preden je Frizija prišla pod frankovsko nadoblast,  * ni znano,  † 719.
Za razliko od svojega predhodnika in mogočega očeta Aldegizela je nasprotoval prihodu krščanskih misijonarjev v Frizijo, delno tudi zato, ker je nanje gledal kot na frankovsko  orodje za zasužnjevanje. Leta 689 ga je porazil frankovski majordom Pipin Herstalski in ga prisilil, da je Frankom predal Zahodno Frizijo. Med letoma 690 in 692 je Pipin osvojil tudi frizijsko ozemlje okoli današnjega Utrechta. Po nekaterih virih se je moral Radbod leta 697 pred Franki začasno umakniti  v Helgoland. 
Kmalu zatem je Radbod priznal frankovske vladarje kot svoje suverene in sprejel misijonarje na čelu z Vilibrordom.  
Izročilo pravi, da je malo manjkalo, da bi se nekaj let kasneje krstil tudi Radbrod.  Krst naj bi leta 703  opravil sveti Vulfram Senski. Ko je Radbrod izvedel, da bo kot kristjan vse svoje posmrtno življenje preživel v raju skupaj s svojimi sovražniki, medtem ko bodo njegovi poganski predniki za večno ločeni trpeli v peklu, se je v zadnjem trenutku premislil. Njegovi odnosi s Franki so kljub temu ostali   dokaj dobri. Hčerka Tiadasvinda se je celo poročila s karolinškim plemičem Grimoaldom Mlajšim (711).
Po Smrti Pipina Herstalskega leta 714 je Radbod dvignil upor in izgnal krščanske misijonarje. Isto leto (ali leta 716)  je porazil frankovskega majordoma Karla Martela, potem pa je moral kljub temu priznati frankovsko nadoblast. 
Umrl je leta 719. Njegovi nasledniki so se nekaj let kasneje poskušali otresti frankovske nadvlade, vendar jim to ni uspelo.

## Vir
- G.H. Petz (urednik). MGH Scriptures. Hanover, 1892.
- Franz Xaver von Wegele. Aldgisl. V: Allgemeine Deutsche Biographie (ADB). Band 1, Duncker & Humblot, Leipzig 1875, str. 327.